# Associazione Calcio Sambonifacese 1946-1947
Questa pagina raccoglie i dati riguardanti l'Associazione Calcio Sambonifacese nelle competizioni ufficiali della stagione 1946-1947.

## Stagione
Dopo il buon piazzamento dell'anno precedente, la stagione 1946-47 vide la Sambonifacese riconfermarsi ad un ottimo livello agonistico. Si classificò seconda a soli 3 punti dal Bolzano, mancando nuovamente di poco l'accesso alle finali per la promozione in Serie B.

## Divise
| Casa |

## Rosa
| N. |                   | Ruolo | Calciatore        |
| -- | ----------------- | ----- | ----------------- |
|    | Italia (bandiera) | P     | Danilo Canestrari |
|    | Italia (bandiera) | A     | Bruno Micheloni   |
|    | Italia (bandiera) |       | Arsenio Turri     |
|    | Italia (bandiera) |       | Gelindo Buin      |
|    | Italia (bandiera) |       | Tin Giacomo       |
|    | Italia (bandiera) |       | Montini Augusto   |

| N. |                   | Ruolo | Calciatore        |
| -- | ----------------- | ----- | ----------------- |
|    | Italia (bandiera) |       | Mario Zantedeschi |
|    | Italia (bandiera) |       | Dino Toti         |
|    | Italia (bandiera) |       | Di Prisco         |
|    | Italia (bandiera) |       | Gino Bressan      |
|    | Italia (bandiera) |       | Ettore Resi       |